# Oruza leucocraspia
Oruza leucocraspia là một loài bướm đêm trong họ Erebidae.